# Hemimegalencefalia
Hemimegalencefalia, połowicze wielkomózgowie – zwiększenie wymiarów jednej z półkul mózgu. W jej obrębie struktura kory jest zaburzona. Komórki kory wykazują m.in. anomalie w różnicowaniu.
U niektórych chorych spotyka się asymetrię w rozwoju nie tylko głowy, ale i innych narządów. 
U pacjentów z tym zespołem zwykle występują opóźnienie rozwoju i padaczka